# Shlomo Levi
Shlomo Levi (en hebreo: שלמה לוי‎; mandato británico de Palestina; 1 de junio de 1934-Israel; 1 de mayo de 2003) fue un futbolista y entrenador de fútbol de Israel que jugaba en la posición de delantero.

## Carrera

### Club
| Periodo   | Club                |
| --------- | ------------------- |
| 1954–1955 | Hakoah Tel Aviv     |
| 1955–1958 | Maccabi Haifa FC    |
| 1959–1962 | Hapoel Haifa FC     |
| 1962–1965 | Hapoel Ramat Gan FC |
| 1966–1968 | Maccabi Hadera FC   |
| 1968–1969 | Montreal Hakoah     |
| 1969–1971 | Montreal Superga    |

### Selección nacional
Jugó para Israel de 1960 a 1964 con la que anotó seis goles en 14 partidos, ganó la medalla de oro en los Juegos Macabeos de 1957 y el título de la copa Asiática 1964, y también disputó la clasificación para la Copa Mundial de Fútbol de 1962.

### Entrenador
Dirigió al Hapoel Kafr Qasim en la temporada de 1972/73.

## Logros

### Club
Hapoel Ramat Gan
- Israeli Premier League (1): 1963–64
- Liga Alef (segunda división) (1): 1962–63

Montreal Superga
- Quebec Cup (1): 1971

### Selección nacional
- AFC Asian Cup (1): 1964
- Juegos Macabeos (1): 1957

#### Individual
- Goleador de la Israeli Premier League (3): 1960–61, 1961–62, 1963-64[7]

## Estadísticas

### Goles con selección nacional
| 1.      | 19-10-1960 | Hyochang Stadium, Seoul, Corea del Sur | Vietnam del Sur    | 5–1 | 1960 AFC Asian Cup   |
| 2.      | 23-10-1960 | Hyochang Stadium, Seoul, Corea del Sur | República de China | 1–0 | 1960 AFC Asian Cup   |
| 3.      | 27-11-1960 | National Stadium, Ramat Gan, Israel    | Chipre             | 6–1 | 1962 World Cup qual. |
| 4.      | 27-11-1960 | National Stadium, Ramat Gan, Israel    | Chipre             | 6–1 | 1962 World Cup qual. |
| 5.      | 27-11-1960 | National Stadium, Ramat Gan, Israel    | Chipre             | 6–1 | 1962 World Cup qual. |
| 6.      | 9-11-1961  | Elland Road, Leeds, Inglaterra         | Inglaterra U23     | 1–7 | Amistoso             |
| Fuente: |            |                                        |                    |     |                      |